# Аруна (хеттская мифология)
Аруна (хетт. Aruna «море», «океан») — бог моря, олицетворённый мировой океан в хеттской мифологии. Сын Камрусепы, богини целительства и магии.
Как правило, Аруна упоминается в конце перечислений божеств пантеона. Сохранился миф времён Древнехеттского царства, рассказывающий о том, как Аруна поссорился с людьми и увёл к себе бога солнца. Бог грозы послал Телепинуса, бога плодородия, чтобы вернуть солнце. Аруна, испугавшись, возвратил бога солнца и отдал в жёны Телепинусу свою дочь. Известен и более поздний вариант этого мифа, переведённый с хурритского, согласно которому не Аруна уводит бога солнца, а бог солнца сам приходит в гости к Аруне.
Имя Аруна родственно др.-инд. arṇava «волна, море, океан».